# Шессель

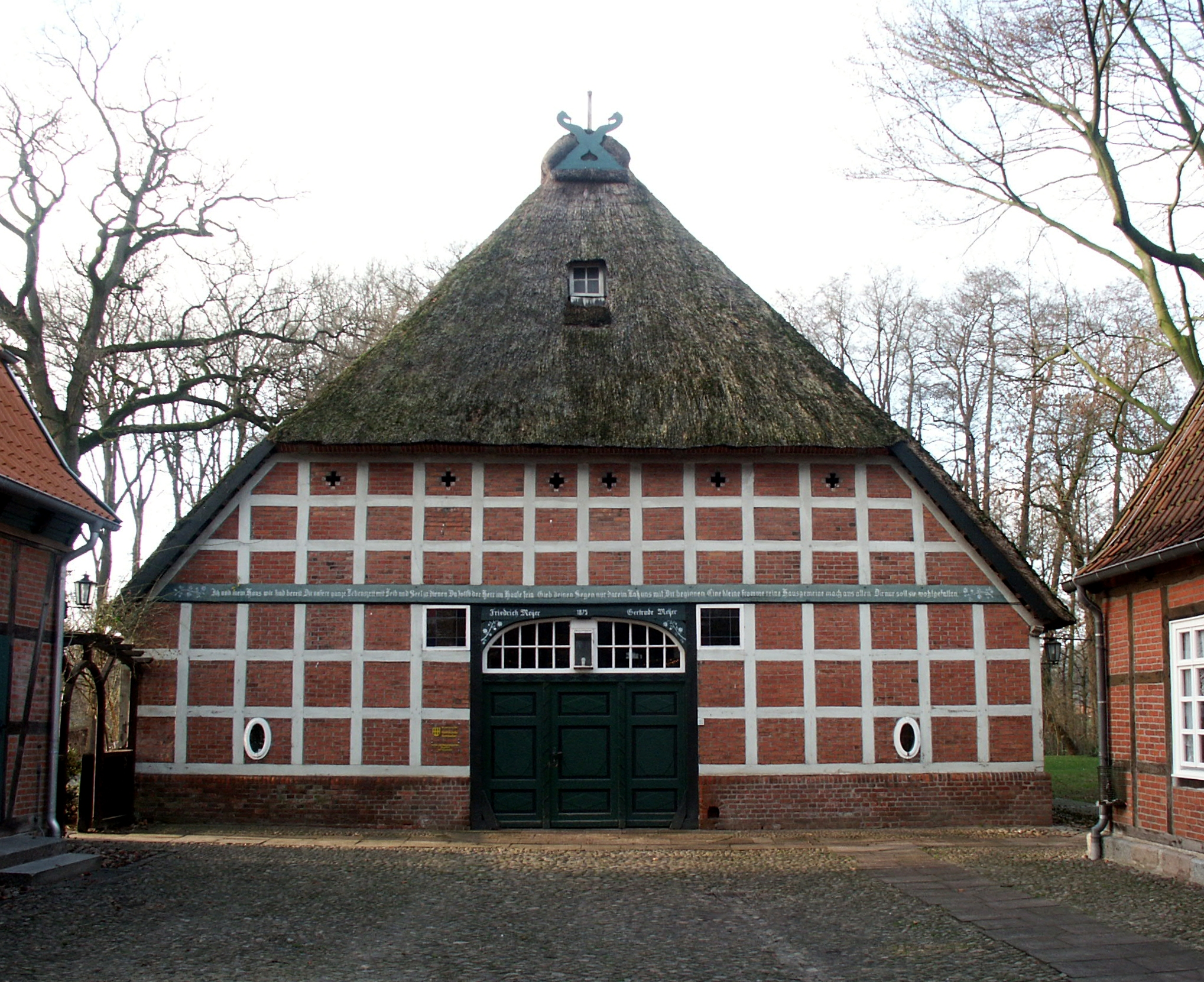
Шессель

Шессель (нем. Scheeßel) — община в Германии, в земле Нижняя Саксония.
Входит в состав района Ротенбург-на-Вюмме. Население составляет 12 814 человек (на 31 декабря 2010 года). Занимает площадь 149,7 км².